# Urmila Bhoola
Urmila Bhoola (Sudáfrica) es una abogada internacional de derechos humanos especializada en derechos laborales, derechos de la mujer, protección infantil, trata de personas y trabajo forzado. Ha trabajado para acabar con la esclavitud moderna en Sudáfrica, Malasia, Fiji y las islas oceánicas, Nepal y Ginebra. Desde 2014 se ocupa de la Relatoría Especial de las Naciones Unidas sobre las formas contemporáneas de esclavitud sus causas y consecuencias con una mandato renovado hasta 2020.

## Trayectoria
Bhoola ha sido jueza del Tribunal Laboral de Sudáfrica y Directora Nacional de Abogados para los Derechos Humanos en Sudáfrica.  También ha sido asesora técnica de la Organización Internacional del Trabajo (OIT) en materia de derechos laborales en la región de Asia Pacífico y fue redactora legal principal de la Ley de Equidad en el Empleo de Sudáfrica, diseñada para corregir las desventajas causadas por el apartheid. 
Se trasladó a Malasia con su familia en 2013 después de desilusionarse por las continuas desigualdades que ampliaron la brecha entre trabajadores y empleadores y la imposibilidad de cambiarlo con su trabajo como jueza. Trabajó en Kuala Lumpur con Shanthi Dairiam, y fue Directora Ejecutiva de International Women's Rights Action Watch (Asia Pacífico), Ha intervenido en varios foros internacionales, incluido el Consejo de Derechos Humanos, y ha presentado documentos en conferencias de derechos humanos en todo el mundo.  
En 2014 fue nombrada Relatora Especial de las Naciones Unidas sobre las formas contemporáneas de esclavitud sus causas y consecuencias con una mandato renovado hasta 2020. Entre sus objetivos, tratar de cambiar la percepción de los gobiernos sobre lo que pueden hacer para terminar con la esclavitud moderna en sus países.